# 鲁迪·费尔南德斯

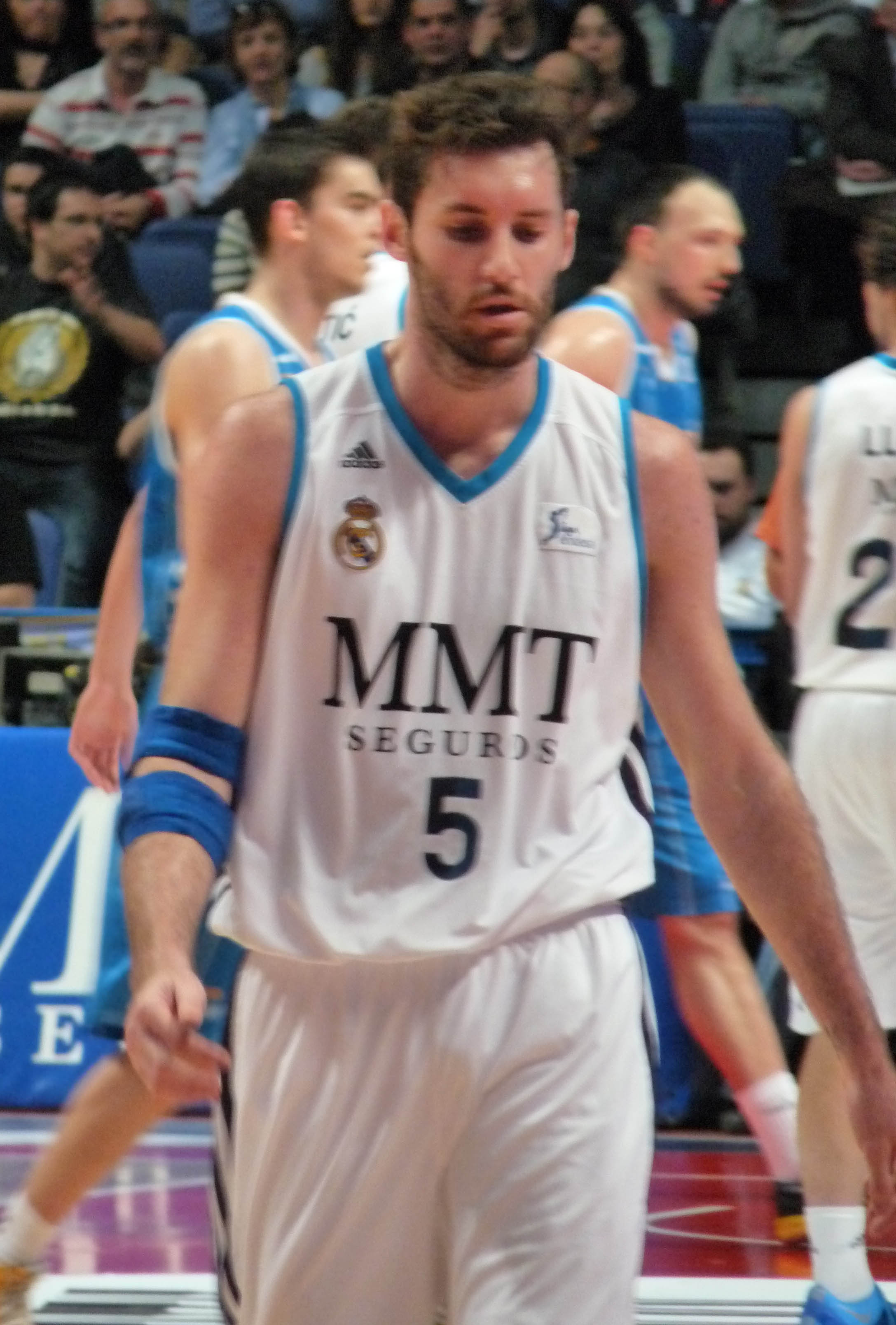
鲁迪·费尔南德斯

罗多尔福·“鲁迪”·费尔南德斯·法雷斯（西班牙語：Rodolfo "Rudy" Fernández Farrés，1984年4月4日—），西班牙籍前職業籃球运动員。六呎六吋高的费尔南德斯曾效力于NBA，他與拓荒者於2008年7月1日簽下合約，並於2008年9月北京奧運後入隊。退役前效力皇家马德里篮球俱乐部。2024年8月18日，鲁迪·费尔南德斯宣布退役。

## 職業生涯

### 西班牙
费尔南德斯與DKV Joventut曾贏得2006年歐洲盃、2008年西班牙國王盃及2007-2008賽季ULEB CUP的冠軍。2007年7月與 DKV Joventut延長合約至2011年，然而這份合約為了加入NBA而提早被買斷。

### NBA
2007年6月28日，费尔南德斯在当年的NBA選秀中以首轮24順位被鳳凰城太陽挑選，隨後立即和詹姆斯·琼斯被交易至拓荒者換取現金。2008年6月6日，费尔南德斯在新聞記者會上宣佈將離開DKV Joventut加入拓荒者參與2008-2009年NBA球季，並於7月1日與拓荒者簽約，9月22日加入球隊。 

## 西班牙國家隊

### 青年國家隊
费尔南德斯從16歲起即參加國際級籃球競賽，曾參與歐洲16歲級與18歲級錦標賽。 

### 成人國家隊
费尔南德斯曾參與過2004年雅典奧運及2006年世界錦標賽；並以平均每場9.1分協助西班牙拿下世錦賽金牌。 2008年雖然西班牙在冠軍賽中敗給美國，但费尔南德斯攻下22分並在德怀特·霍华德前，完成被ESPN作者Bill Simmons形容為"殘酷的"的精采灌籃。

## 外部連結
- Rudy on NBA.com （页面存档备份，存于）
- Rudy's Blog